# Casal Borsetti
Casal Borsetti is een plaats (frazione) in de Italiaanse gemeente Ravenna.
Casal Borsetti, wat in het begin van de twintigste eeuw een kleine vissersplaats was, is vernoemd naar “Casello” of “Casolare” (huisvesting), waar de tweede sergeant Giovanni Borsetti, nadat hij een eenvoudige douane beambte was geweest, zichzelf vestigde en ging werken als schoenmaker.
Tegenwoordig is het een toeristische bestemming in het hart van het Po Delta Park, met een strand achter het pijnbomenbos.